# Velamysta torquatilla
Velamysta torquatilla är en fjärilsart som beskrevs av William Chapman Hewitson 1874. Velamysta torquatilla ingår i släktet Velamysta och familjen praktfjärilar. Inga underarter finns listade i Catalogue of Life.